# Tequisistlán
Tequisistlán är en ort i Mexiko, tillhörande kommunen Tezoyuca i delstaten Mexiko. Tequisistlán ligger i den centrala delen av landet och tillhör Mexico Citys storstadsområde. Orten hade 6 532 invånare vid folkräkningen 2010 och är kommunens tredje största ort sett till befolkning.